# Treppo Grande
Treppo Grande (en friulano, Trep Grant) es un municipio italiano situado en la provincia de Udine, en Friuli-Venezia Giulia. Tiene una población estimada, a fines de mayo de 2024, de 1723 habitantes.

## Geografía

### Demografía
| Gráfica de evolución demográfica de Treppo Grande entre 1861 y 2024 |
|                                                                     |
| Fuente: ISTAT - Elaboración gráfica de Wikipedia                    |